# Tito Estacílio Tauro Corvino
Tito Estacílio Tauro Corvino (em latim: Titus Statilius Taurus Corvinus; m. 46) foi um senador romano eleito cônsul para o nundínio de janeiro a junho de 45 com Marco Vinício. Era filho de Tito Estacílio Tauro, cônsul em 11, com Valéria, filha de Marco Valério Messala Corvino, e irmão de Tito Estacílio Tauro, cônsul em 44.

## Carreira
Em 46, com Asínio Galo, um neto de Caio Asínio Polião, cônsul em 40 a.C., Corvino participou de uma conspiração contra o imperador Cláudio com a participação de diversos libertos do imperador. É certo que Galo foi exilado, mas é possível que Corvino tenha sido executado.
Corvino era um dos irmãos arvais e membro do colégio dos quindecênviros dos fatos sagrados.

## Família
Corvino pode ter sido pai de Estacília Messalina, a terceira esposa do imperador Nero.